# Шевченко (Борзнянский район)
Шевче́нко (укр. Шевченка) — село (до 1959 года — хутор Шевченка Комаровского района), расположенное на территории Борзнянского района Черниговской области (Украина). Находится в 20 км на юго-запад от райцентра Борзны. Село названо в честь украинского поэта Тараса Григорьевича Шевченко. 
Население — 170 чел. (на 2006 г.). Адрес совета: 16446, Черниговская обл., Борзнянский район, село Прохоры, ул. Шевченка, д. 71, тел. 2-89-42. Ближайшая ж/д станция — Великое Озеро, 17 км.